# Mami Arnaute
Mami Arnaute ou Mami Arnaoute ou encore Mohamed l'Albanais, est un renégat albanais du XVIe siècle, amiral de la flotte ottomane d'Afrique du Nord et un temps pacha d'Alger. Il est connu en Occident comme un redoutable corsaire et captura Miguel de Cervantes en 1575.

## Biographie
Il est capturé jeune et remis comme tribut au Sultan puis devient esclave d'un corsaire. Devenu chef de flotte de la régence d'Alger (Taïfa des raïs), il prend part à la bataille de Lépante en 1571 qui voit la défaite de la flotte ottomane contre une flotte coalisée chrétienne. Il mène une révolte de marins contre le Caïd Ramdan, un renégat sarde qui avait pris la tête de la régence d'Alger et qui est mis en fuite. Il prend alors temporairement le pouvoir avant le retour de Hassan Veneziano en 1582. Il prend le titre de Raïs, et donne son nom à une partie du Palais des Raïs d'Alger où il fait installer de l'artillerie
Le ton affable de ses lettres de rançon aux princes européens tranche avec la réputation sanguinaire qui est la sienne en Europe. Célèbre et craint à son époque, son nom reste dans la littérature pour avoir dirigé avec Dali Mami l'attaque et la capture de la galère Sol au large des côtes catalanes, capturant Miguel de Cervantes et son frère Rodrigo le 26 septembre 1575.
L'écrivain en fait une abondante description dans ses ouvrages Nouvelles exemplaires (L'Espagnole anglaise) et  L'Ingénieux Hidalgo Don Quichotte de la Manche (La Nouvelle du captif chapitres 39 - 41). Il est également décrit dans le livre du frère Diego de Haedo, Topographie et histoire générale d'Alger (1612). Ce dernier ouvrage a été donné pour une source « indépendante » mais l'attribution de cette œuvre à Diego de Haedo est erronée, chose que lui-même reconnut en son temps. L'attribution contemporaine est à Antonio de Sosa, compagnon d'infortune de Cervantes, et Cervantes lui-même.
Néanmoins, dans ce dernier ouvrage « éminemment intéressant » figure notamment la description de 35 pirates barbaresques, dont notamment Mami Arnaut « Capitaine de la mer », renégat albanais conduisant une galère de 22 bancs ainsi que son lieutenant Dali Mami, renégat grec, capitaine d'une galère de 22 bancs également,.